# Sergej Fesenko (1959)
Sergej Fesenko (Kryvy Rih, 29 januari 1959) is een Sovjet-Unie-Oekraïens zwemmer.

## Biografie
Tijdens de Olympische Zomerspelen van 1980 won Fesenko de gouden medaille op 200 meter vlinderslag en de zilveren medaille op de 400 meter wisselslag.

## Internationale toernooien
| Jaar | Olympische Spelen                  | wereldkampioenschappen             |
| ---- | ---------------------------------- | ---------------------------------- |
| 1978 |                                    | 400m wisselslag                    |
| 1979 |                                    |                                    |
| 1980 | 200m vlinderslag · 400m wisselslag |                                    |
| 1981 |                                    |                                    |
| 1982 |                                    | 200m vlinderslag · 400m wisselslag |

1956: Bill Yorzyk ·
1960: Mike Troy ·
1964: Kevin Berry ·
1968: Carl Robie ·
1972: Mark Spitz ·
1976: Mike Bruner ·
1980: Sergej Fesenko ·
1984: Jon Sieben ·
1988: Michael Groß ·
1992: Melvin Stewart ·
1996: Denis Pankratov ·
2000: Tom Malchow ·
2004: Michael Phelps ·
2008: Michael Phelps ·
2012: Chad le Clos ·
2016: Michael Phelps ·
2020: Kristóf Milák ·
2024: Léon Marchand